# Ŝ
Ŝ (kleingeschrieben ŝ) ist ein Buchstabe des lateinischen Schriftsystems, der aus einem S mit Zirkumflex besteht. Er steht in der Esperanto-Rechtschreibung für den stimmlosen postalveolaren Frikativ (IPA: [⁠ʃ⁠], wie im deutschen sch) und im Transliterationssystem ISO 9 für den kyrillischen Buchstaben Щ.
Im Wanka-Quechua wird ŝ verwendet, um den stimmlosen retroflexen Frikativ (IPA: ʂ) auszudrücken.